# Jack Aitken

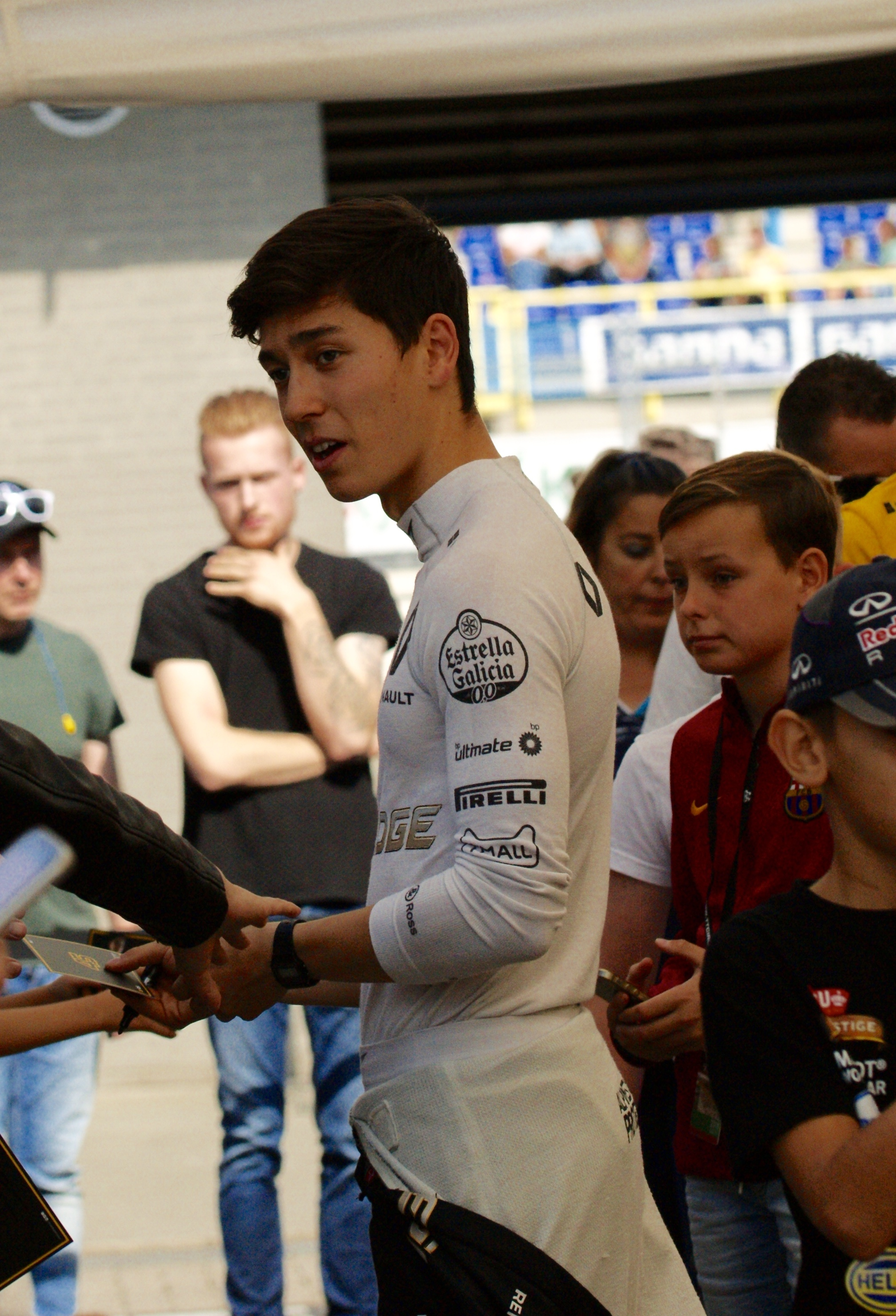
Jack Aitken in 2018

Jack Aitken (Londen, 23 september 1995) is een Brits-Koreaans autocoureur. Hij is voornamelijk bekend van het winnen van zowel de Eurocup Formule Renault 2.0 als de Formule Renault 2.0 Alps in 2015. Vanaf 2016 zit hij in de Renault Sport Academy, het opleidingsprogramma van het Formule 1-team van Renault. Tussen 2020 en 2022 was Jack Aitken reservecoureur bij Williams. In deze hoedanigheid maakte hij bij de Grand Prix van Sakhir 2020 zijn debuut als Formule 1-coureur als eenmalige vervanger van George Russell.

## Carrière
Aitken begon zijn autosportcarrière in het karting in 2002, maar het duurde tot 2006 voordat hij wedstrijden ging rijden. Hierin won hij één kampioenschap, in 2009 was hij kampioen in de Minimax-klasse van het Buckmore Park Summer Championship. Ook behaalde hij diverse ereplaatsen in verschillende kartkampioenschappen in de Benelux.
In 2012 maakte Aitken de overstap naar het formuleracing, waarbij hij zijn debuut maakte in het InterSteps-kampioenschap voor Fortec Motorsport. Hij won twee races op Donington Park en het Croft Circuit en eindigde achter Matt Parry en Matt Mason als derde in de eindstand met 490 punten. Tevens reed hij aan het eind van het seizoen in de Protyre Formule Renault Winter Series voor Fortec en won de laatste race op de Rockingham Motor Speedway, waardoor hij achter Seb Morris tweede werd met 112 punten.
In 2013 stapte Aitken over naar de Formule Renault 2.0 NEC, waarin hij opnieuw voor Fortec uitkwam. Hij won geen races, maar behaalde wel vijf podiumplaatsen, waardoor hij achter Matt Parry als tweede eindigde in het kampioenschap met 230 punten. Daarnaast reed hij voor Fortec en Manor MP Motorsport enkele races als gastcoureur in de Eurocup Formule Renault 2.0, waarin zijn beste resultaat een negende plaats op de Red Bull Ring was.
In 2014 reed Aitken fulltime in de Eurocup Formule Renault 2.0 voor Fortec. Op de Hungaroring behaalde hij zijn eerste pole position en zijn eerste overwinning in het kampioenschap. Dat jaar eindigde hij nog drie keer op het podium, maar omdat hij in meerdere races niet scoorde werd hij zevende in het kampioenschap met 86 punten. Daarnaast reed hij enkele gastraces in de Formule Renault 2.0 Alps voor Fortec, met twee vierde plaatsen tijdens het eerste raceweekend op het Autodromo Enzo e Dino Ferrari als beste resultaten. Aan het eind van dat jaar nam hij deel aan de seizoensfinale van het Pro Mazda Championship voor het Team Pelfrey op de Sonoma Raceway, waarin hij de races als negende en vierde finishte.
In 2015 begon Aitken het seizoen in het Pro Mazda Winterfest, het winterkampioenschap van het Pro Mazda Championship, opnieuw uitkomend voor Team Pelfrey. Hij won twee races op het NOLA Motorsports Park, waardoor hij met één punt voorsprong op Weiron Tan kampioen werd met 167 punten. Daarna keerde hij terug naar Europa om een dubbel programma te rijden in zowel de Eurocup Formule Renault 2.0 als de Formule Renault 2.0 Alps voor Koiranen GP. In de Eurocup werd hij kampioen met overwinningen op de Hungaroring, Silverstone, de Nürburgring en het Circuito Permanente de Jerez (tweemaal) en 206 punten. Ook in de Alps behaalde hij het kampioenschap met overwinningen op het Autodromo Enzo e Dino Ferrari, de Red Bull Ring (tweemaal) en het Misano World Circuit Marco Simoncelli en 242 punten.
In 2016 stapte Aitken over naar de GP3 Series, waarin hij uitkomt voor Arden International. Hij deed dit als coureur van het nieuwe opleidingsprogramma van het Formule 1-team van Renault. Hij kende een moeizame start van het seizoen, maar in de tweede helft van het jaar behaalde hij zeven podiumplaatsen, met een overwinning op Spa-Francorchamps als hoogtepunt. Zodoende eindigde hij met 148 punten als vijfde in het klassement. Aan het eind van dat seizoen maakte hij tevens zijn debuut in de Formule V8 3.5 tijdens de laatste twee raceweekenden op Jerez en het Circuit de Barcelona-Catalunya voor het team RP Motorsport. Met een vierde plaats in Jerez en een negende in Barcelona scoorde hij veertien punten, waarmee hij vijftiende werd in de eindstand.
In 2017 maakte Aitken binnen de GP3 de overstap naar het team ART Grand Prix. Hij kende een succesvol seizoen, waarin hij één race won op de Hungaroring. Met 141 punten eindigde hij achter zijn teamgenoot George Russell op de tweede plaats in het kampioenschap.
In 2018 promoveerde Aitken naar de Formule 2, waarin hij zijn samenwerking met ART Grand Prix voortzette. Tevens werd hij aangesteld als de officiële test- en reservecoureur van het Formule 1-team van Renault. Hij behaalde een overwinning in het derde raceweekend op het Circuit de Barcelona-Catalunya, maar door slechte resultaten in de races die volgden eindigde hij slechts op de elfde plaats in het klassement met 63 punten.
In 2019 stapt Aitken binnen de Formule 2 over naar het team Campos Racing.
In 2020 reed Aitken tijdens de eerste vrije training van de Grand Prix van Stiermarken in de Formule 1-auto van George Russell. Tevens zou Aitken tijdens de Grand Prix van Sakhir zijn eerste Formule 1-race rijden.
In 2021 zou Aitken eigenlijk uit de Formule 2 vertrekken omdat hij geen contract had, maar vanaf het tweede raceweekend op het Circuit de Monaco zou hij terugkeren om Matteo Nannini bij HWA Racelab te vervangen. In dit weekend behaalde hij zijn beste klassering met een negende plaats, maar scoorde hiermee geen punten. Tijdens de 24 uur van Spa-Francorchamps was hij betrokken bij een ernstig ongeluk, waardoor hij lange tijd moest revalideren. Hierdoor kwam hij ook niet meer uit in de Formule 2.
Begin 2023 verbrak Aitken zijn contract met het Formule 1-team Williams om zich meer te richten op sportwagenklasses. In 2023 deed hij mee bij de Deutsche Tourenwagen-Masters en behaalde dat seizoen één overwinning op de Lausitzring.

## Totale Formule 1-resultaten
| Seizoen | Inschrijving    | Chassis       | Motor                            | 1   | 2      | 3   | 4   | 5   | 6   | 7   | 8   | 9   | 10  | 11  | 12  | 13  | 14  | 15  | 16     | 17  | Pos | Punten |
| ------- | --------------- | ------------- | -------------------------------- | --- | ------ | --- | --- | --- | --- | --- | --- | --- | --- | --- | --- | --- | --- | --- | ------ | --- | --- | ------ |
| 2020    | Williams Racing | Williams FW43 | Mercedes-AMG F1 M11 EQ Power+ V6 | OOS | STI TC | HON | GBR | 70J | SPA | BEL | ITA | TOS | RUS | EIF | POR | EMI | TUR | BHR | SAK 16 | ABU | 22  | 0      |